# Nikolai Karotamm

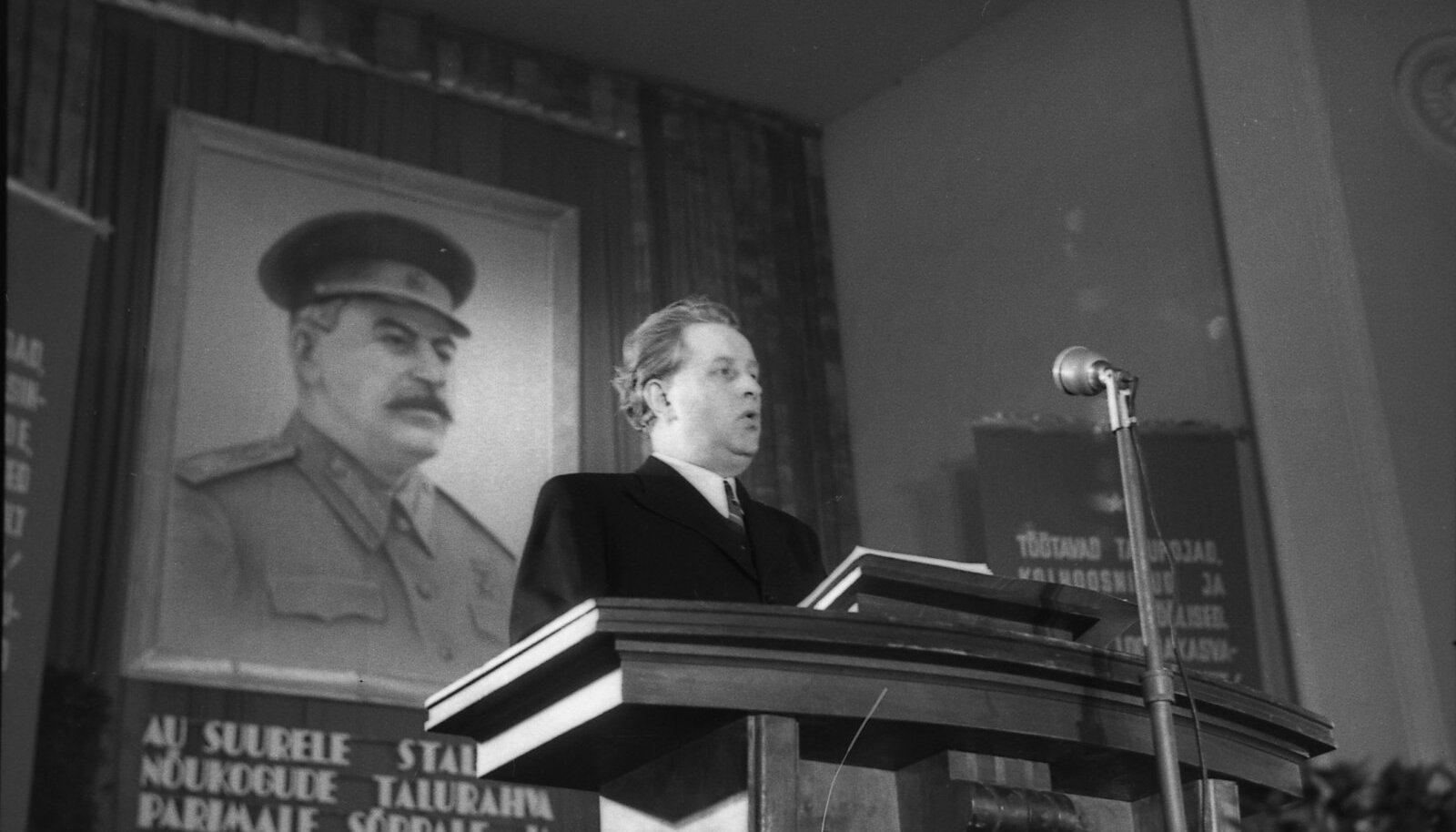
Nikolai Karotamm 1948

Nikolai Karotamm (russisch Николай Георгиевич Каротамм; * 10. Oktoberjul. / 23. Oktober 1901greg. in Pärnu; † 21. September 1969 in Moskau) war ein kommunistischer sowjet-estnischer Politiker.

## Leben

### Frühe Jahre
Nikolai Karotamm wurde als Sohn des Zimmerers Jüri Karotamm (1879–1954) und seiner Ehefrau Liina (1880–1965) im Gouvernement Livland geboren. Von 1909 bis 1915 besuchte der die Kirchspiel-Schule in Kastna (heute Landgemeinde Tõstamaa), anschließend von 1915 bis 1917 die Höhere Grundschule in Pärnu und 1919/1920 das Lehrerseminar in Rakvere. Von 1921 bis 1923 leistete er seinen Wehrdienst im Wachbataillon in der estnischen Hauptstadt Tallinn.

### Kommunistische Bewegung
Im März 1925 emigrierte Karotamm in die Niederlande. Dort schloss er sich ein Jahr später der Communistische Partij van Holland an. Im August 1926 übersiedelte er in die Sowjetunion.
Von 1926 bis 1928 studierte Karotamm an der Leningrader Zweigstelle der nach Julian Marchlewski benannten Kommunistischen Universität der nationalen Minderheiten des Westens (Коммунистический университет национальных меньшинств Запада имени Мархлевского).
Nikolai Karotamm wurde 1928 Mitglied der KPdSU. Im selben Jahr ging er heimlich für ein paar Monate nach Estland. 1928/1929 war er Organisator der Tallinner Sektion der in Estland verbotenen und im Untergrund tätigen Kommunistischen Partei Estlands (EKP).
Anschließend setzte er bis 1931 seine Studien in Leningrad fort. Von 1931 bis 1935 absolvierte er an der Kommunistischen Universität der nationalen Minderheiten des Westens seine Aspirantur und war von 1933 bis 1936 als Dozent tätig.
1935/36 war Karotamm Referent im Exekutivkomitee der Komintern, anschließend war er als Journalist tätig. 1938 wurde er im Zuge von Stalins Großem Terror verhaftet, jedoch ohne Anklage wieder freigelassen. Von 1938 bis 1940 war Karotamm stellvertretender Direktor eines Maschinenbautechnikums in Leningrad.

### Politiker
Im Juni 1940 besetzte die Rote Armee die Republik Estland. Mit ihr kam auch Karotamm wieder nach Estland. Er wurde verantwortlicher Redakteur der Zeitung Kommunist, des Presseorgans des Zentralkomitees der EKP. Von August 1941 bis 1944 war er 2. Sekretär der EKP. Während der deutschen Besetzung Estlands während des Zweiten Weltkriegs war Karotamm von 1942 bis 1944 Vorsitzender des Stabs der Estnischen Partisanenbewegung.
Nach der Rückeroberung Estland durch die sowjetischen Streitkräfte wurde Karotamm am 28. September 1944 zum 1. Sekretär der EKP gewählt. Er gehörte damit zu den führenden Politikern der Estnischen Sozialistischen Sowjetrepublik, die während der zweiten sowjetischen Besetzung Estlands (ab 1944) die Stalinisierung des Landes durchführten. Gleichzeitig war er Erster Sekretär des Tallinner Stadtkomitees der EKP.
Unter der Leitung Karotamms wurden Regierungsstrukturen, Lebensverhältnisse und die Wirtschaft (Kollektivierung der Landwirtschaft und Produktionsbetriebe, Einführung des Rubel) analog zum sowjetischen Gesellschaftssystem umgestaltet. Die EKP leitete gleichzeitig die Russifizierung Estlands ein.
Von 1946 bis 1954 gehörte Karotamm dem Obersten Sowjet der UdSSR an. Von 1947 bis 1951 war er Mitglied des Obersten Sowjets der Estnischen SSR.
Karotamm ist auch einer der Hauptverantwortlichen für die am 25. März 1949 durchgeführte zweite große Deportierungswelle von Esten ins Innere der Sowjetunion. Etwa 20.000 Menschen, rund 3 Prozent der damaligen estnischen Bevölkerung, fielen der Maßnahme zum Opfer. Dennoch wurde ihm 1950 der Vorwurf gemacht, die Deportationen nicht intensiv genug betrieben zu haben.

### Absetzung
Vor allem Streitigkeiten mit der in Russland aufgewachsenen Gruppe estnischer Kommunisten zwangen ihn, nach Vorwürfen des „Bürgerlichen Nationalismus“ auf dem VIII. Plenum des Zentralkomitees der EKP im März 1950 sein Amt als Parteivorsitzender zu Gunsten seines Nachfolgers Johannes Käbin aufzugeben. Gleichzeitig wurde Karotamm aus dem Zentralkomitee der EKP entfernt.
Bis zu seinem Tod 1969 war Nikolai Karotamm politisch kaltgestellt als Wissenschaftler in Moskau tätig. 1971 wurde seine Urne auf den Tallinner Waldfriedhof überführt.

### Privatleben
Nikolai Karotamm heiratete 1924 Alma Saueselg (1900–1971).